# Derechos Torcidos
Derechos torcidos es un musical infantil argentino creado en 2005 con libro de Hugo Midón y música de Carlos Gianni. La obra aborda temas relacionados con los derechos de los niños y ha tenido una importante repercusión en el teatro argentino.

## Sinopsis
La historia sigue a un grupo de niños que viven en un hogar llamado "El Lugarcito", bajo el cuidado de Pocho Machaca. A lo largo de la trama, se reflexiona sobre la importancia del amor, la inclusión social y el respeto hacia los derechos infantiles.

## Producción original
El estreno de la obra fue en 2005 en el Teatro Metropolitan de Buenos Aires, dirigida por Hugo Midón. La música de Carlos Gianni y la puesta en escena contribuyeron a que la obra se convirtiera en un referente del teatro infantil en Argentina.

## Reestreno 2024
Nueva versión de la obra de Hugo Midón con música de Carlos Gianni. Cuenta la historia de un grupo de chicos que viven en una casa comunitaria, liderada por Pocho Machaca, donde encontraron un lugar y el afecto necesario para poder desarrollarse con mayor plenitud. Incluye canciones como "Derechos Derechos", "El Lugarcito", "A Quien No Le Gustaría? y "Mucho con Poco", que se han convertido en íconos del teatro musical argentino.
Celebrando el 80° aniversario del nacimiento de Hugo Midón, regresa a los escenarios. 
Derechos Torcidos nos invita a reflexionar sobre algo fundamental: los Derechos de los Niños, Niñas y Adolescentes.
Los pequeños artistas nos muestran la realidad de las infancias y la importancia de cuidarlas. Los chicos vuelven a alzar sus voces para cantar las canciones que se convirtieron en verdaderos himnos. A 20 años de su estreno y a 35 años de la Convención de los Derechos del Niño el legado de “Derechos Torcidos” está más vigente que nunca.
Esta nueva versión recibió nominaciones a premios Hugo a los musicales en la temporada 2023–2024.

## Funciones en 2025
En 2025, Derechos Torcidos continúa en cartel en el Teatro Metropolitan. Las entradas pueden adquirirse en los canales habituales de venta de espectáculos en Buenos Aires. Es la única obra en cartel en 2025 en buenos aires con un elenco infantil
Elenco: Joaquín Catarineu, Guido Encinas, Achu Mazzeo, Fiorella Cilento, Erni Veiravé, Benajmín Pintos Salgado, Mateo Sciarreta, Clara Zaballa, Nina Perez Pradal, Manuela García Dudiuk, Nina Ordeig, Patricio Perez Piñeiro, Santino Rios, Emma García Torrecilla, Juana Silva.

## Recepción
La crítica ha destacado el equilibrio entre el mensaje educativo y el entretenimiento, así como la calidad musical de la obra. En ambas versiones se elogió el trabajo coral del elenco y la sensibilidad del texto.